# Медвідь Федір Йожефович
Медві́дь Фе́дір Йо́жефович, уроджений Фе́ренц Ме́двідь (угор. Medvigy Ferenc; 5 січня 1943, Нове Давидково — 8 листопада 1997, Київ) — колишній радянський футболіст, захисник / півзахисник. Майстер спорту (1964). Після завершення кар'єри гравця працював тренером і функціонером у Професіональній Футбольній Лізі України.

## Клубна кар'єра
Займатися футболом на серйозному рівні уродженець села Нове Давидково, що на той час входило до складу Угорщини (нині — Закарпатська область), Фе́ренц Ме́двідь почав в Ужгороді, де вже у 15-річному віці дебютував у складі ужгородського «Спартака», що трохи згодом був перейменований на «Верховину». Три роки потому Медвідь уперше вдягнув форму першої команди, яка посіла 11 місце в першій зоні класу «Б» чемпіонату СРСР.

А вже наступного року юний півзахисник перейшов до київського «Динамо», що рік тому вперше в історії стало переможцем чемпіонату Радянського Союзу. Хлопцю наполегливо радили змінити ім'я Ференц на більше звичне для радянських громадян і, попри те, що він певний час чинив цьому опір, зрештою піддався на вмовляння, підкорегувавши і прізвище. Так у «Динамо» з'явився Федір Медві́дь.

За перші два сезони у складі киян Медвідь провів лише дев'ять поєдинків, однак не помітити його прогрес було неможливо. Жага боротьби, фізична міць і витривалість — саме це вирізняло Федора серед інших. До того ж, він міг зіграти майже на будь-якій позиції від захисту до нападу. Саме після переходу на правий фланг оборони Медвідь остаточно розкрився, як висококласний гравець. Розквіт його кар'єри припав на видатний період в історії київського клубу, коли впродовж п'яти років динамівці тричі ставали чемпіонами СРСР і двічі здобували срібні нагороди. Більш того, 1966 року вони зробили «золотий дубль», поклавши золото чемпіонату до Кубка СРСР.

Даючи інтерв'ю одному зі спортивних видань того року, капітан киян Андрій Біба дав Медвідю таку характеристику (наведено мовою оригіналу):

|  | Он приехал к нам нз Закарпатья. Отличительная его черта - удивительная работоспособность. Раньше он в основном «работал» на поле, а теперь эта работа трансформировалась в игру. Действует в высоком темпе, очень подвижен. Федор умеет нарушать порядок игры противника, рвет игровые связи соперников. Сам он играет внешне неброско, пока еще не отличается высоким исполнительским мастерством, поэтому как бы усыпляет бдительность соперников, они его явно недооценивают. |

Самовіддану і надійну гру Федора Медведя відзначили також тренери збірної СРСР, запросивши гравця до табору головної команди країни.

Не дивно, що після тих успіхів, яких досягли кияни наприкінці 60-х, сьоме місце 1970 року було розцінене як провал і замість Віктора Маслова (з яким, до речі, у Медвідя був доволі серйозний конфлікт 1966 року) головним тренером «Динамо» став Олександр Севідов, який наступного року знову привів київський клуб до звання чемпіонів країни. Вагомий внесок у цю перемогу зробив і Федір Медвідь, що відіграв більше половини матчів чемпіонату і відзначився двома забитими м'ячами. 

У наступному сезоні, що став для команди «срібним», Медвідь зіграв лише сім поєдинків у чемпіонаті СРСР і завершив кар'єру футболіста.

## Виступи в збірній
Загалом Федір Медвідь провів 6 офіційних матчів у складі збірної СРСР, в яких відзначився одного разу. Слід також згадати про неофіційний товариський матч збірної Радянського Союзу зі збірною Скандинавії, в якому Федору Йожефовичу також вдалося засмутити голкіпера суперників.
| 01. | 23.10.1966 | СРСР      | Центральний стадіон ім. Леніна, Москва | НДР         | 2-2 | Товариський матч |     |  |  |
| 02. | 10.05.1967 | Шотландія | «Хемпден-Парк», Глазго                 | Шотландія   | 0-2 | Товариський матч | 41' |  |  |
| 03. | 28.05.1967 | СРСР      | Стадіон ім. Кірова, Ленінград          | Мексика     | 2-0 | Товариський матч |     |  |  |
| 04. | 03.06.1967 | Франція   | «Парк де Пренс», Париж                 | Франція     | 2-4 | Товариський матч |     |  |  |
| 05. | 20.06.1967 | Фінляндія | «Олімпійський стадіон», Гельсінкі      | Скандинавія | 2-2 | Товариський матч | 42' |  |  |
| 06. | 07.03.1968 | Мексика   | «Ацтека», Мехіко                       | Мексика     | 1-1 | Товариський матч |     |  |  |
| 07. | 10.03.1968 | Мексика   | «Леон», Леон                           | Мексика     | 0-0 | Товариський матч |     |  |  |

## Тренерська робота
Ще під час ігрової кар'єри закінчив Київський інститут фізичної культури та спорту, а повісивши буци на цвях, певний час працював тренером динамівських юнаків.

1973 року очолив чернівецьку «Буковину», проте справи в команди йшли вкрай невдало — сезон 1973 чернівчани завершили на 14 місці, а наступного року набрали лише два очки в стартових турах, міцно забронювавши за собою останнє місце. Медвідь залишив Чернівці і повернувся до школи «Динамо».

Однак після того, як його (як і інших динамівців, що закінчили грати) позбавили офіцерського звання, зарплата виявилася досить малою. Це призвело до того, що Медвідь, Хмельницький і Рудаков перейшли до київського спортінтернату, де платили вдвічі більше.
Після 10 років роботи в спортінтернаті Федір Йожефович отримав пропозицію очолити юнацьку збірну України.

Останнім місцем роботи була Професіональна футбольна ліга України, де Медвідь обіймав посаду управляючого справами у 1996–1997 роках.

## Смерть
8 листопада 1997 року Федір Медвідь, повернувшись після прогулянки із собакою додому, раптово на очах доньок почав осідати на підлогу. Бригада швидкої допомоги не змогла врятувати видатного футболіста, не допоміг навіть електрошок. Виною всьому став тромб, що спричинив зупинку серця.

Смерть Федора Йожефовича стала для всіх несподіванкою, бо за словами дружини, незважаючи на інфаркт, перенесений 1988 року, останнім часом Медвідь майже не скаржився на здоров'я. Хоча Віталій Хмельницький зазначав, що за два роки до смерті Федір Йожефович іноді торкався теми здоров'я, однак ніхто навіть подумати не міг, що цей у минулому міцний і надвитривалий захисник може мати такі проблеми із серцем.

Могила Федора Медведя

Похований у Києві на Міському цвинтарі «Берківці» (ділянка № 4).

## Досягнення
Командні трофеї
- Чотириразовий чемпіон СРСР (1966,1967,1968,1971)
- Триразовий срібний призер чемпіонату СРСР (1965,1969,1972)
- Дворазовий володар Кубка СРСР (1964,1966)

Індивідуальні досягнення
- Майстер спорту (1964)
- До списків 33-х найкращих футболістів СРСР потрапляв двічі: № 1 (1966), (1967)[4]

## Сім'я
З дружиною Валерією познайомився у січні 1966 року в Закарпатті на зупинці таксі. Зустрічалися близько місяця і зрештою побралися 12 лютого. Валерія Василівна довгий час працювала перекладачкою в «Інтуристі», згодом отримала запрошення працювати у Верховній Раді. Обіймала посаду головної консультантки секретаріату Комітету з іноземних справ.

Мають двох доньок — Наталію і Яну. У Наталії народився син Валерій, який був улюбленцем Федора Йожефовича.

Також у будинку Медвідя жив чорний тер'єр Акбар.

## Цікаві факти
- Перед грою, коли всі інтенсивно розминалися, Медвідь робив лише декілька присідань. При цьому жодного разу не вибував з гри через розтягнення чи надриви м'язів.
- Після товариської гри у Івано-Франківську кияни вирішили відзначити закінчення сезону, і Медвідь з Хмельницьким поїхали на таксі у вокзальний ресторан — був пізній вечір, і купити шампанське можна було лише там. По дорозі водій підсадив двох сільських жінок, пообіцявши їх відвезти після того, як виконає попереднє замовлення. Після приїзду на вокзал Медвідь пішов в ресторан, а Хмельницький залишився в машині. Федір довго не повертався, і пасажирки, спостерігаючи за роботою лічильника, почали обурюватися. Любитель жартів Хмельницький, з найсерйознішим виразом обличчя, попросив у водія кліщі — мов, язики у сусідок довгі, багато зайвого базікають. А той вийшов до багажника начебто за інструментом, і рвонув до найближчого відділку міліції. Хмельницький, зметикувавши в чому справа, сховався за рогом, а Медвідь, що саме повернувся до машини, був заарештований нарядом міліції. У дільниці швидко розібралися, хто виявився «бандитом». Чергові міліціонери, що як один вболівали за «Динамо», вишикувалися в чергу за автографами і ладні були хоч на руках доставити його в готель. Проте Федір став вимагати «письмового вибачення» від начальника відділку, який, ні про що не підозрюючи, спав удома. Увійшовши в роль, Медвідь заявив, що «цю справу так не залишить і дійде до самого міністра». Загалом, всі були на сьомому небі від щастя, коли удосвіта Федір Йожефович вичерпав свій запал та дозволив відвезти себе у готель.
- Федір Медвідь першим з динамівців придбав собі новеньку «Волгу» ГАЗ-24, що тільки-но почала сходити з конвеєра. Першим мав отримати таку машину тренер Олександр Севідов, однак Федір Йожефович скористався своїми зв'язками та знайомствами і випередив наставника «Динамо».
- Одного разу Медвідя, що вже завершував кар'єру, зупинив інспектор ДАІ, який вгледів порушення правил дорожнього руху. Федір Йожефович звик, що динамівців усі впізнають в обличчя і, опустивши скло, відрекомендувався: «Футболіст Медвідь». На що міліціонер незворушно відповів: «Старшина Вовк». І пробив дірку в талоні.
- У селі Нове Давидково створено футбольну команду імені Федора Медвідя, що бере участь у чемпіонаті Закарпатської області.[5]